# Mario Plechaty
Mario Plechaty (* 18. Februar 1972) ist ein deutscher Fußballtrainer und ehemaliger Fußballspieler.

## Laufbahn
Plechaty begann beim VfB Waltrop und spielte als A-Jugendlicher mit dem Klub in der Westfalenliga. Anschließend spielte er beim Lüner SV, von wo aus er zu den Amateuren von Borussia Dortmund wechselte. Plechaty kam in der Saison 1990/91 zu seinem einzigen Bundesligaeinsatz für die Dortmunder Profis, als er am 25. Spieltag im Heimspiel gegen den 1. FC Köln in der 80. Minute für Günter Breitzke eingewechselt wurde (Endstand 1:2).
Nach seiner Zeit bei Dortmund kickte der Mittelfeldspieler für die Amateure der SG Wattenscheid 09. Ab der Spielzeit 1994/95 spielte er mit den Amateuren der SG 09 in der neu gegründeten Regionalliga West/Südwest. 1996 rückte Plechaty in die erste Mannschaft Wattenscheids auf, nachdem diese durch den Zweitligaabstieg ebenfalls in die Regionalliga West/Südwest gelangten und die Amateure zwangsabsteigen mussten. Mit Wattenscheid konnte er in der Saison 1996/97 den direkten Wiederaufstieg in die 2. Bundesliga feiern, Plechaty verließ den Verein jedoch am Saisonende und schloss sich dem FC Wegberg-Beeck an, der zu diesem Zeitpunkt in der Oberliga Nordrhein spielte. 1998/99 schloss er mit dem Verein auf dem dritten Tabellenplatz ab. In Saison 1999/2000 war Plechaty für den westfälischen Oberligisten FC Eintracht Rheine aktiv.
Ab Sommer 2000 spielte er beim Verbandsligisten Westfalia Rhynern. Er absolvierte in dieser Spielzeit 27 Partien für den Verein und erzielte dabei fünf Treffer. Dennoch stieg der Klub am Saisonende ab, und Plechaty kehrte zum Lüner SV in die Oberliga Westfalen zurück. Nach einem Jahr verließ er den Lüner SV erneut und wechselte in die Bezirksliga zur DJK TuS Körne, die er eine Saison lang als Spielertrainer betreute. Die beiden folgenden Jahre war Plechaty beim Ligakonkurrenten SV Südkirchen als Spielertrainer tätig und nahm zur Saison 2006/07 ein Angebot des Dortmunder Landesligisten Mengede 08/20 an, die er bis September 2013 als Trainer betreute.
Anschließend wechselte Plechaty zum Landesligisten Lüner SV.

## Privates
Sein ältester von zwei Söhnen Sandro Plechaty (* 24. August 1997) spielt aktuell Fußball beim Drittligisten Rot-Weiss Essen.